# Vrtliško jezero
Vrtliško jezero je veštačko jzero koje se nalazi Bosni i Hercegovini udaljeno je od centra Kaknja 5—6 km. Jezero je dugačko oko 100 m, široko oko 40 m. Nastalo je kada su podzemne vode ispunile napušteni površinski kop dubine 12—15 m.